# Pierre Marc
Pierre Marc, né au Havre le 3 novembre 1939, est un auteur et scénariste français, notamment dans le domaine polaire (ouvrages, films), et le créateur du premier musée français des pôles avec le soutien et dans le pays d'origine (le Jura, en Franche-Comté) de Paul-Émile Victor.

## Parcours dans le domaine polaire[1]
Pierre Marc s'initie à l'ethnologie arctique sous la direction de Jean Malaurie à l'École pratique des hautes études à Paris. Il effectue plusieurs séjours chez les Samis (ex-Lapons), dont une année dans une famille d'éleveurs de rennes semi-nomades du Finnmark, en Norvège septentrionale. De 1972 à 1995, il mène une expérience concluante d'adaptation du renne domestique dans le Haut-Jura, qui devient, avec le concours de Samis de Norvège, un véritable écomusée vivant de la civilisation du renne en Europe. En 1995, il délocalise son troupeau de rennes en Écosse, faute de solution territoriale pour assurer sa pérennité en France. Proche de Paul-Émile Victor à partir des années 1970, Pierre Marc fonde avec lui et réalise le premier musée français des pôles à Prémanon, dans le Jura, département d'origine de l'explorateur.

## Musée polaire
Fondateur avec Paul-Émile Victor, en 1987-88 dans le Jura, du musée polaire Paul-Émile-Victor, Pierre Marc conçoit une exposition et une scénographie originales évoquant le monde polaire à travers l'aventure de Paul-Émile Victor. Architecture et la décoration du musée de Jean-Michel Dubois, Olivier Gendrin et Éric Lefèvre.

## Publications
- Prémanon avec un P comme Pôles, Dorval Éditions, 2015 (ISBN 9782351071441).
- Le Tombeau des glaces, duel mortel pour le pôle, Dorval Éditions, coll. « Grandes Aventures polaires », 2011 (ISBN 9782351071021, présentation en ligne).

- Le Défi des rennes, en Laponie un peuple se lève…, Dorval Éditions, coll. « Grandes Aventures polaires », 2010 (ISBN 9782351071168).

- Paul-Émile Victor, Exquis-mots, Éditions Pierron, 2000 (ISBN 9782708502420).

- Nomades et rennes de Laponie  (préf. P.-E. Victor), Éditions L'École des loisirs, 1971 (ISBN 2211023991).
- Pierre Desjardins (pseudonyme), La Cinquième Source, le secret de l'évangile caché, Dorval Éditions, 2008 (ISBN 9782351070321).
- Pierre Desjardins (pseudonyme), Jésus Nouvelle Enquête, comment un Juif de Galilée est devenu le Dieu de l'Occident, Dorval Éditions, 2010 (ISBN 9782351070468).

## Films
- 2015 : Le Printemps des rennes d'Omar Agustoni et Pierre Marc